# IC 1975
IC 1975 ist eine Zwerggalaxie vom Hubble-Typ C im Sternbild Eridanus am Südsternhimmel. Sie ist schätzungsweise 460 Millionen Lichtjahre von der Milchstraße entfernt und hat einen Durchmesser von etwa 40.000 Lj.
Im selben Himmelsareal befinden sich u. a. die Galaxien NGC 1372, NGC 1388, NGC 1405, NGC 1413.
Das Objekt wurde am 19. Januar 1900 vom US-amerikanischen Astronomen Herbert Alonzo Howe entdeckt.